# کشتی گشت‌زنی کلاس-باد برامشتت
کشتی گشت‌زنی کلاس-باد برامشتت (به انگلیسی: Bad Bramstedt-class patrol vessel) یک کلاس از کشتی است که طول آن ۶۵٫۹ متر (۲۱۶٫۲۱ فوت) می‌باشد.